# رحق (المخادر)

تعديل مصدري - تعديل

رحق هي إحدى قرى عزلة الشرف بمديرية المخادر التابعة لمحافظة إب، بلغ تعداد سكانها 583 نسمة حسب تعداد اليمن لعام 2004.